# André Boulerice
Pour les articles homonymes, voir Boulerice.
André Boulerice, né le 8 mai 1946 à Joliette, est un homme politique québécois et un militant gay. Il est successivement élu député de Saint-Jacques en 1985, puis de Sainte-Marie–Saint-Jacques en 1989, 1994, 1998 et 2003. Il a notamment introduit l'union civile au Québec.

## Biographie
Né à Joliette, le 8 mai 1946, il est le fils de Paul Boulerice et de Laurette Bastien, institutrice. Il est titulaire d'un diplôme en éducation spécialisée du Cégep du Vieux-Montréal depuis 1972. Il suit également des cours en administration à l'Université du Québec à Montréal de 1973 à 1975.
Il occupe plusieurs postes dans divers organismes publics et privés :
- Attaché d'administration à la Commission scolaire régionale de Chambly de 1974 à 1985
- Membre du conseil d'administration de l'Hôpital Saint-Luc de 1983 à 1985
- Membre du conseil d'administration du Musée d'art contemporain en 1984 et en 1985
- Président de l'Association du Parti québécois de la circonscription de Westmount de 1977 à 1981
- Président du conseil exécutif de Montréal-Centre de 1981 à 1985
- Président national de la campagne de financement du Parti québécois en 1986

### Carrière politique
Boulerice commence sa carrière en politique active lorsqu'il devient candidat du Parti québécois dans Saint-Jacques à l'élection partielle du 26 novembre 1984, il est toutefois défait. En 1985, lors de sa deuxième tentative, il est élu dans cette circonscription et ensuite élu dans Sainte-Marie–Saint-Jacques en 1989, dans laquelle il est postérieurement réélu en 1994, en 1998 et en 2003. Durant sa carrière politique, il exerce plusieurs fonctions liées à son rôle de député, dont l'une de nature ministérielle :
- Adjoint parlementaire du ministre responsable de la région de Montréal et secrétaire régional pour la région de Montréal du 29 janvier 1996 au 28 octobre 1998
- Leader adjoint du gouvernement du 25 août 1997 au 28 octobre 1998 et du 9 décembre 1998 au 8 mars 2001

- Secrétaire d'État à l'Accueil et à l'Intégration des immigrants du 8 mars 2001 au 30 janvier 2002
- Adjoint parlementaire du ministre des Relations avec les citoyens et de l'Immigration du 21 mars 2001 au 30 janvier 2002
- Ministre délégué aux Relations avec les citoyens et à l'Immigration du 30 janvier 2002 au 29 avril 2003
- Vice-président de la Commission de la culture du 6 juin 2003 au 14 septembre 2005.

Il institue l'union civile en 2002[source insuffisante]. L'union civile permet entre autres aux couples homosexuels d'avoir les mêmes droits lorsqu'ils s'unissent que les couples hétérosexuels dans un contexte où le mariage homosexuel est alors interdit au Canada. Boulerice démissionne et quitte la vie politique le 14 septembre 2005. 

## Prix et distinctions
- Officier de l'ordre de la Pléiade, ordre de la Francophonie et du Dialogue des cultures en 1995
  - Élevé au rang de commandeur en 2000
- Récipiendaire du Prix Droits et Libertés de la ville de São Paulo au Brésil en 1999
- Prix Jérusalem
- Récipiendaire de la médaille d'Honneur de la Fondation Salvador-Allende en 2017